# 寧遠衛 (湖廣)
寧遠衛是明代的一個衛所，隸湖廣都司。在道州（在今湖南道縣）治西，洪武元年五月置為道州守御千戶所，千戶所洪武三年十二月隸武昌都衛，洪武八年十月改隸湖廣都司。洪武二十九年改為衛。